# Мориц фон Саксония-Гота-Алтенбург
Мориц фон Саксония-Гота-Алтенбург (на немски: Moritz von Sachsen-Gotha-Altenburg; * 11 май 1711, Алтенбург; † 3 септември 1777, Алтенбург) от рода на Ернестински Ветини, е принц на Саксония-Гота-Алтенбург, регент в Саксония-Айзенах и генерал-лейтенант в Хесен-Касел.

## Живот
Той е деветият син на херцог Фридрих II фон Саксония-Гота-Алтенбург (1676 – 1732) и съпругата му Магдалена Августа фон Анхалт-Цербст (1679 – 1740), дъщеря на княз Карл Вилхелм фон Анхалт-Цербст. Не се жени.
Умира на 3 септември 1777 г. на 66 години в Алтенбург.